# Conquest-Klasse
Die Conquest-Klasse ist eine Baureihe von fünf Post-Panamax-Kreuzfahrtschiffen, die auf der italienischen Werft Fincantieri für die Reederei Carnival Cruise Lines gebaut wurden. Die Reederei investierte in den Jahren 2002 bis 2005 etwa zwei Milliarden Dollar in die Entwicklung und den Bau der Schiffe, die vom Entwurf der Triumph-Klasse abgeleitet sind, jedoch um rund 18 m (59,1 Fuß) verlängert und um ein weiteres Restaurant ergänzt wurden.
Im Hinblick auf die Terroranschläge vom 11. September 2001 wurde die Namensgebung der Schiffe an patriotisch orientierte Themen angelehnt („Eroberung“, „Ehre“, „Tapferkeit“, „Unabhängigkeit“, „Freiheit“).

## Maschinenanlage und Antrieb
Die Schiffe der Conquest-Klasse sind mit dieselelektrischen Maschinenanlagen ausgestattet.  Zunächst kamen vier von Wärtsilä-N.S.D. in Lizenz gebaute 16-Zylinder und zwei 12-Zylinder-Dieselmotoren der Sulzer-Baureihe ZA40S zum Einsatz. Sie entwickeln eine Zylinderleistung von 720 kW (ca. 980 PS) und treiben Generatoren von ABB an, die das Schiff mit elektrischer Energie versorgen.
Der Antrieb der beiden Festpropeller erfolgt über Wellenanlagen mit Drehstrom-Synchronmotoren.
Mit dem Bau der Carnival Liberty, die im März 2004 auf Kiel gelegt wurde, kamen sechs V-12-Zylinder-Motoren der neu entwickelten Baureihe 46 des finnischen Herstellers Wärtsilä zum Einsatz. Die Motoren sind mit Common-Rail-Einspritzanlage und zwei Abgasturboladern ausgerüstet. Bei einer Drehzahl von 514/min beträgt die Zylinderleistung 1.050 kW (ca. 1.430 PS). Trotz reduziertem Kraftstoffverbrauch und geringerem Schadstoffausstoß stieg die Leistung der Maschinenanlage im Vergleich zu der Vorgängeranlage um ca. 20 %. Damit waren auch die Voraussetzungen für künftige Modernisierungen auf technischer Seite geschaffen. Die Motoren treiben jeweils einen Drehstromgenerator mit einer elektrischen Leistung von 14.000 kVA an. Diese Generatorensätze versorgen das gesamte Schiff mit elektrischer Energie. Die Modernisierung erforderte die weitgehende Neuauslegung der elektrischen Systeme.
Bei der konventionell ausgeführten Antriebsanlage mit Wellenanlage, Festpropeller und Ruder wurden die bisher verwendeten Propellermotoren von ABB durch Neuentwicklungen des französischen Konzerns Alstom ersetzt. Die neuen Motoren laufen mit bis zu 149/min und entwickeln eine Leistung von jeweils 20 MW.

## Galerie

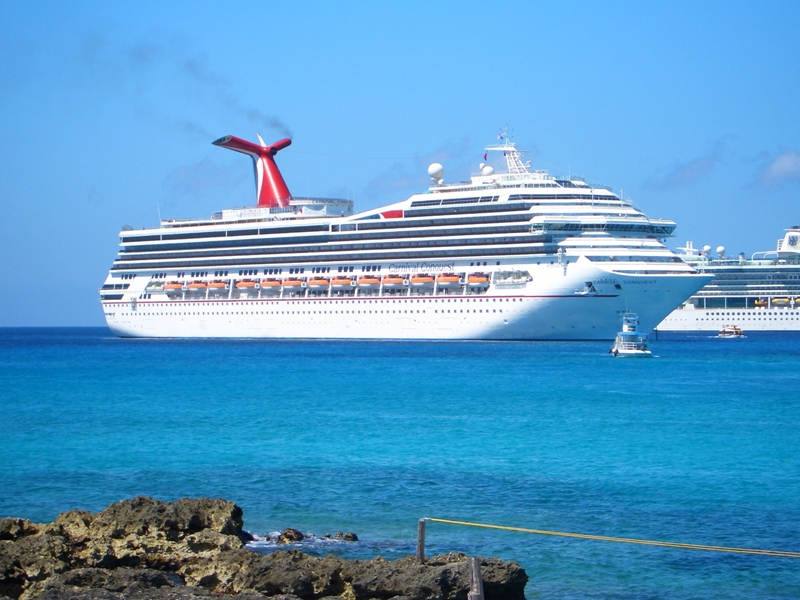
Carnival Conquest
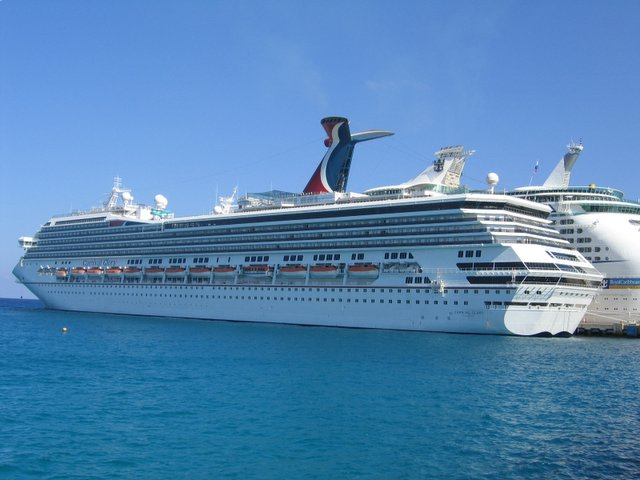
Carnival Glory
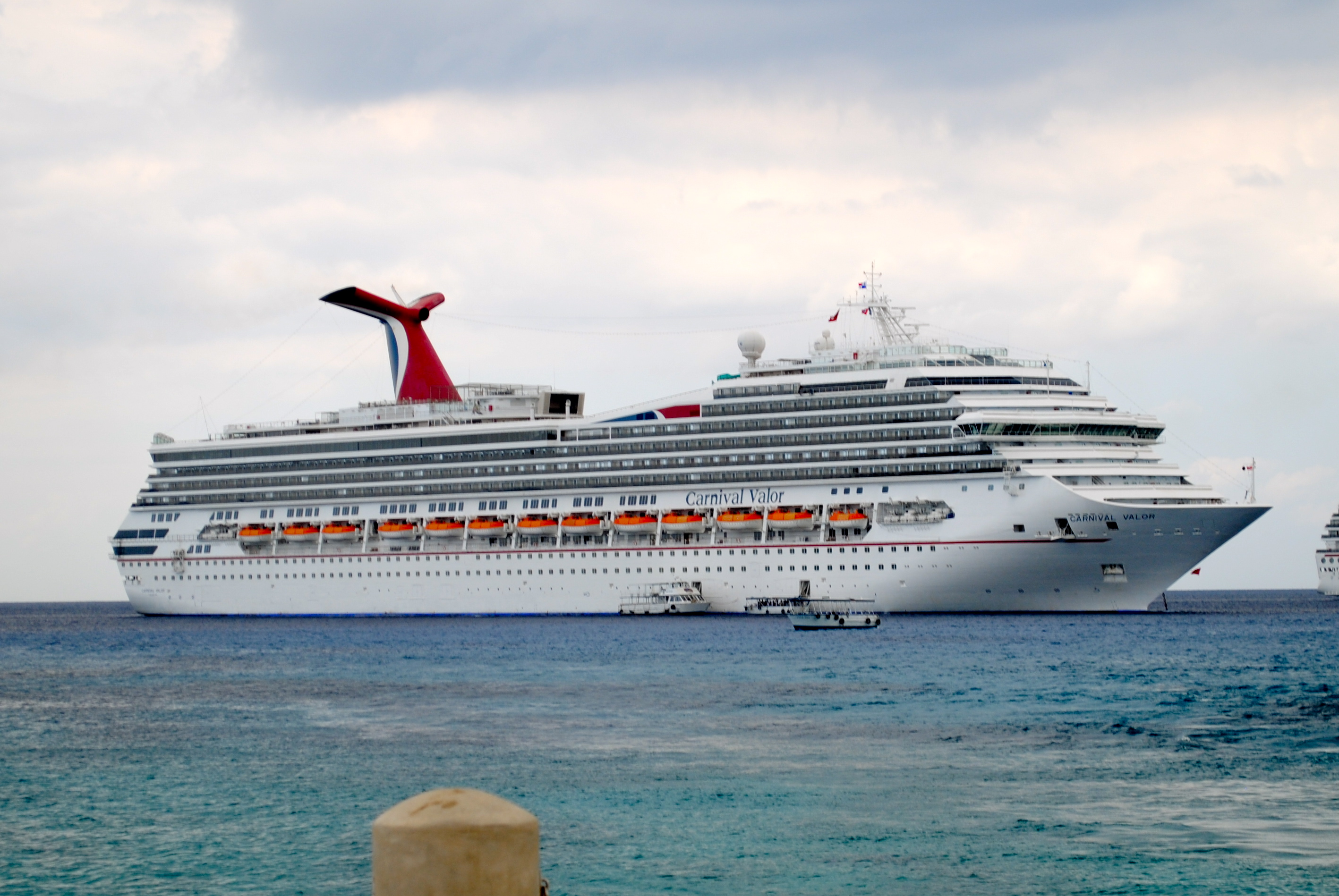
Carnival Valor
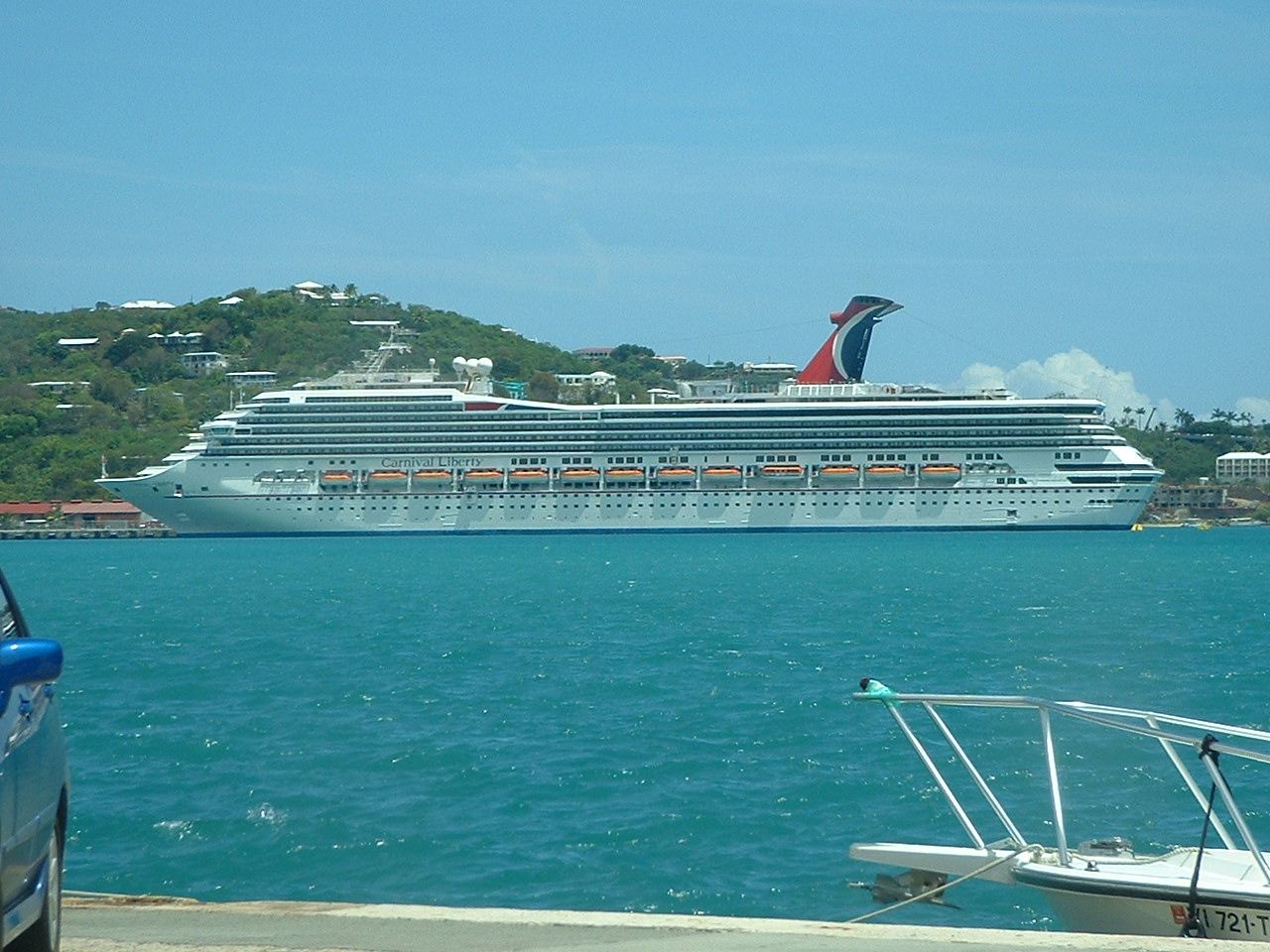
Carnival Liberty
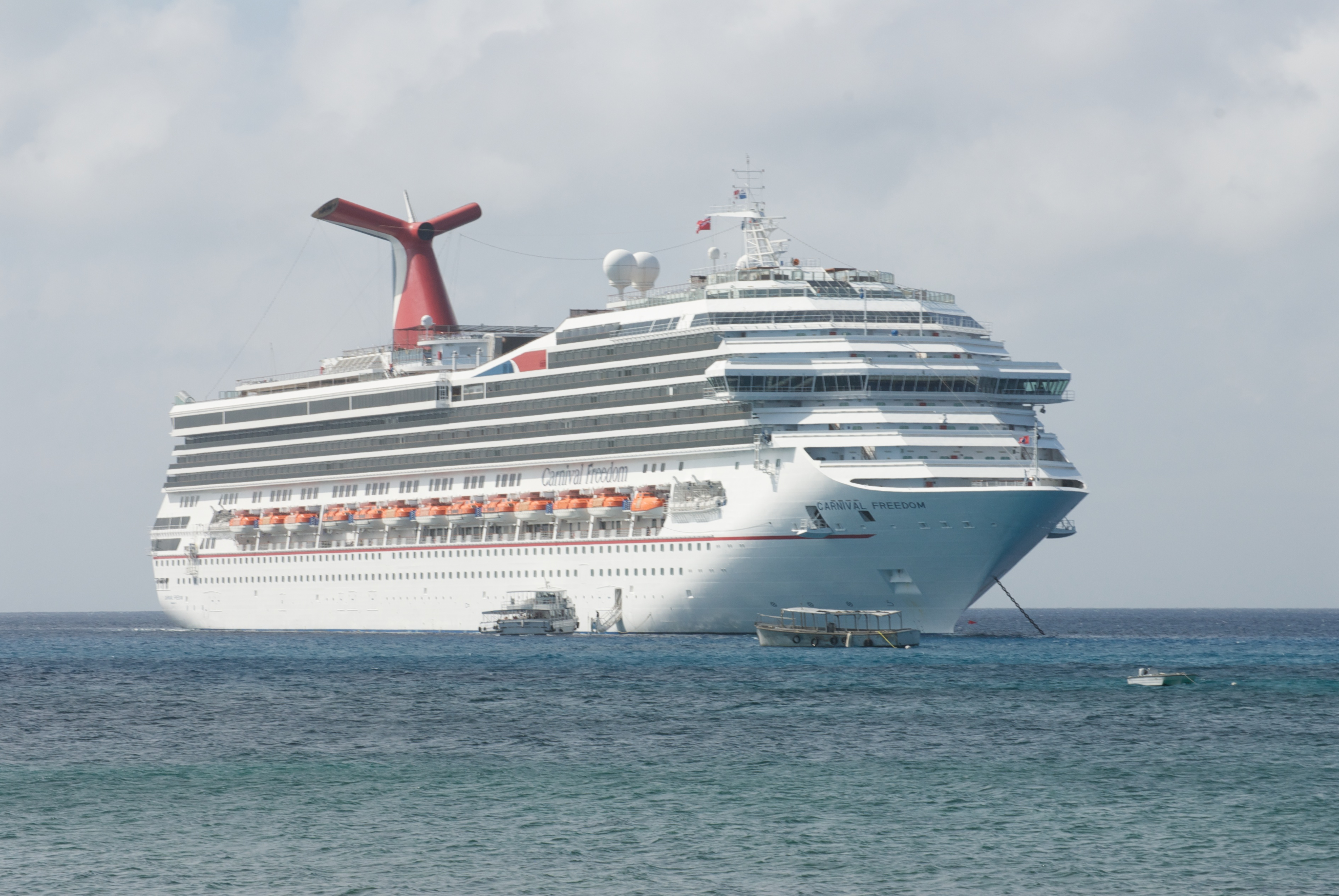
Carnival Freedom

## Übersicht
| Name              | Baunummer | IMO     | Ablieferung | Vermessung  | Eigner         | Status/Verbleib                                   |
| ----------------- | --------- | ------- | ----------- | ----------- | -------------- | ------------------------------------------------- |
| Carnival Conquest | 6057      | 9198355 | Dez. 2002   | 110.239 BRZ | Carnival Corp. | in Dienst                                         |
| Carnival Glory    | 6058      | 9198367 | Juni 2003   | 110.239 BRZ | Carnival Corp. | in Dienst, Rolls-Royce Promas-Lite-Antriebssystem |
| Carnival Valor    | 6082      | 9236389 | Dez. 2004   | 110.239 BRZ | Carnival Corp. | in Dienst                                         |
| Carnival Liberty  | 6111      | 9278181 | Juli 2005   | 110.320 BRZ | Carnival Corp. | in Dienst, modernisierte Maschinenanlage          |
| Carnival Freedom  | 6129      | 9333149 | März 2007   | 110.320 BRZ | Carnival Corp. | in Dienst, modernisierte Maschinenanlage          |